# پتر فارکاش
پِتِر فارکاش (انگلیسی: Farkas Péter؛ زادهٔ ۱۴ اوت ۱۹۶۸) کشتی‌گیر اهل مجارستان است.